# 朱祐椐
庆元荣康王朱祐椐（1480年代—1546年2月18日），明朝崇简王朱见泽庶三子，明英宗孙。

## 生平
《弇山堂别集》卷036作其“寿七十四”，即生于成化九年（1473年），但与其兄瑞安恭簡王朱祐桓和崇靖王朱祐樒分別生于成化十一年（1475年）和成化十八年（1482年）矛盾。
成化二十二年（1486年）四月赐名。
弘治七年（1494年）十月，明孝宗御奉天殿传诏，遣保定侯梁任、永康侯徐錡、懷寧侯孫泰、會昌侯孫銘、駙馬都尉楊偉、馬誠、崇信伯費淮、興安伯徐盛、成安伯郭寧、彭城伯張信、惠安伯張偉、清平伯吳琮、建平伯高霳、武進伯朱潔、南寧伯毛良、刑部右侍郎戴珊、都察院左僉都御史楊謐、通政使司左通政毛倫各自持節充正使，翰林院侍讀江瀾、尚寶司少卿楊泰、戶科給事中王璽、禮科右給事中孫孺、兵科給事中東思恭、中書舍人孫琰、戶部郎中李文安、員外郎胡倬、禮部員外郎尹萬化、兵部郎中費瑄、刑部員外郎尹嘉言、屈直、周東、商良輔、工部員外郎朱恩、周濬、鴻臚寺左少卿杜英、李鐩充副使，冊封朱祐椐為慶元王。
弘治八年（1495年）十二月，孝宗命有司為朱祐椐及其四妹營建府第，他人不得引以為例。
正德三年（1508年）三月，明武宗御奉天殿传诏，遣寧陽侯陳繼祖、崇信伯費柱、建平伯高霳、應城伯孫鉞、成安伯郭寧、恭順侯吳世興、鎮遠侯顧仕隆、宣城伯衛璋、武安侯鄭英、遂安伯陳鏸、平江伯陳熊為正使，中書舍人陸爰、牛綱、劉皋、行人孟洋、陶驥、涂敬、曹倣、太常寺寺丞紀世梁、鴻臚寺寺丞聶友忠、兵科給事中白思誠、翰林院編修湛若水為副使，持節冊封西城兵馬副指揮楊世清長女楊氏為慶元王妃。
嘉靖二十五年（1546年）正月，朱祐椐去世，明世宗闻讯輟朝一日，按例賜祭葬。他的嫡长子朱厚焞已经去世，嘉靖二十七年（1548年）十二月，朱厚焞的庶长子朱载圿受册袭封。

## 评价
- 《弇山堂别集》卷074：寵祿光大，温良好樂。